# Lochsberg
Lochsberg ist ein Ortsteil im Stadtteil Stadtmitte von Bergisch Gladbach. 

## Geschichte
Der Name Lochsberg greift die alte Gewannenbezeichnung Am Lochsberg auf, die sich auf den 1595 erstmals genannten Flurnamen Im Loch bezog. Mit dieser Flurbezeichnung wurde die topographische Lage des Geländes in einer muldenähnlichen Ausweitung des Strundetals oberhalb der Locher Mühle charakterisiert.